# Tinotus morion
Tinotus morion är en skalbaggsart som först beskrevs av Johann Ludwig Christian Gravenhorst 1802.  Tinotus morion ingår i släktet Tinotus och familjen kortvingar. Arten är reproducerande i Sverige. Inga underarter finns listade i Catalogue of Life.